# Граф Дандональд

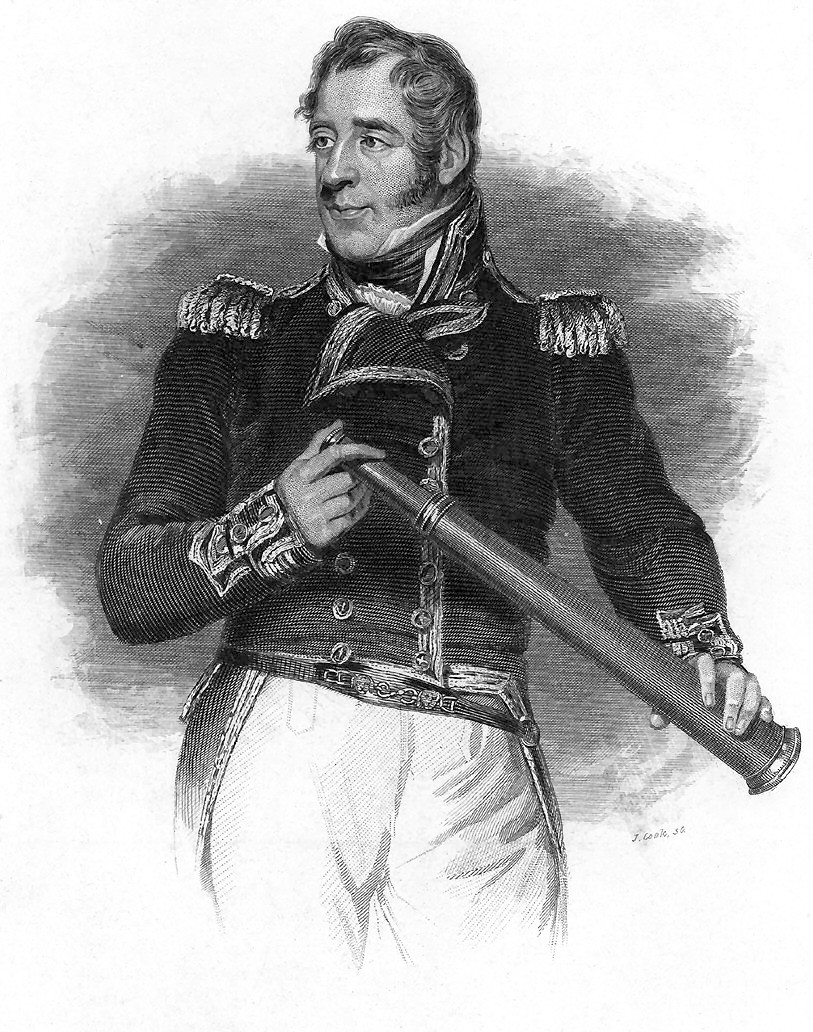
Адмирал Томас Кокрейн, 10-й граф Дандональд (1775—1860), кавалер Ордена Бани, 1-й маркиз Мараньян

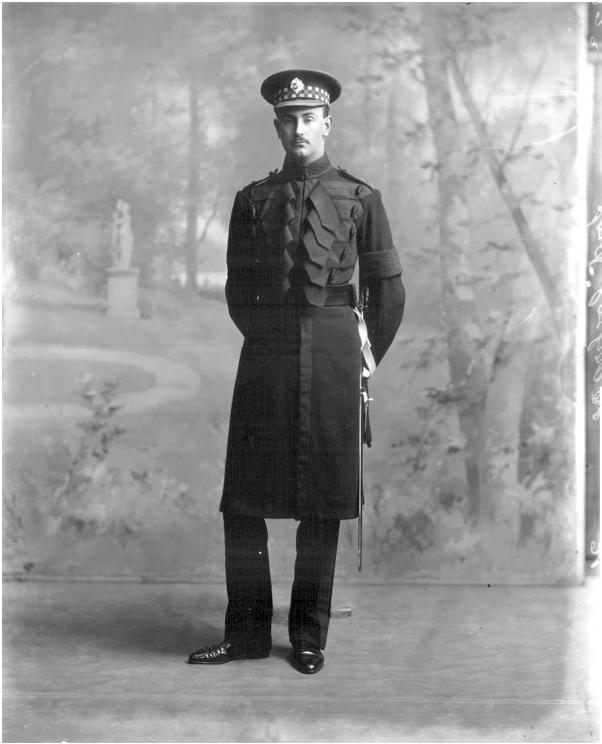
Томас Хескет Дуглас Блэр Кокрейн, 13-й граф Дандональд (1886—1958)

Граф Дандональд (англ. Earl of Dundonald) — наследственный титул в системе Пэрства Шотландии. Носителем титула является старший мужчина в семье Кокрейн, членами которой, в том числе, являлись трое знаменитых адмиралов. 

## История
Титул был создан 12 мая 1669 года для шотландского военного и политического деятеля Уильяма Кокрейна, 1-го лорда Кокрейна из Дандональда (1605—1685). Дополнительные титулы: лорд Кокрейн из Пейсли и Очайлтри. В 1647 году для него уже был создан титул лорда Кокрейна из Дандональда (Пэрство Шотландии).
1-му графу наследовал его внук, Джон Кокрейн, 2-й граф Данданальд (ок. 1660—1690). Он был сыном Уильяма Кокрейна, лорда Кокрейна (ум. 1679), старшего сына 1-го графа. 2-й граф был членом Тайного совета Шотландии. После его смерти титулы унаследовал его старший сын, Уильям Кокрейн, 3-й граф Дандональд (1686—1705). Он скончался неженатым в молодом возрасте, графский титул перешел к его младшему брату Джону Кокрейну, 4-му графу Дандональду (1687—1720). Он заседал в Палате лордов Великобритании в качестве одного из избранных шотландских пэров-представителей с 1713 по 1715 год. Ему наследовал его сын Уильям Кокрейн, 5-й граф Дандональд (1708—1725). Он умер неженатым в возрасте 16 лет.
После смерти в 1725 году 5-го графа титулы перешли к его двоюродному дяде, Томасу Кокрейну, 6-му графу Дандональду (ум. 1737). Он был сыном Уильяма Кокрейна (ум. 1717), второго сына вышеупомянутого Уильяма Кокрейна, лорда Кокрейна (ум. 1679), старшего сына 1-го графа Дандональда. Ему наследовал сын Уильям Кокрейн, 7-й граф (1729—1758). Он участвовал в Семилетней войне и погиб в битве при Луисбурге 9 июля 1758 года.
После смерти 7-го графа Дандональда титулы перешли к его родственнику, Томасу Кокрейну, 8-му графу (ум. 1778). Он был внуком полковника сэра Джона Кокрейна (ум. 1707), второго сына 1-го графа Дандональда. Прежде чем стать 8-м графом, он заседал в Палате общин от Ренфрюшира (1722—1727). После его смерти титулы унаследовал его сын Арчибальд Кокрейн, 9-й граф Дандональд (1749—1831).
9-й граф Дандональд был учёным и изобретателем. Он разработал первый в мире промышленный метод выделения каменноугольной смолы. Инженер Уильям Мёрдок использовал газообразные побочные продукты для создания газового освещения в 1790-х годах.
После смерти 9-го графа титулы перешли к его сыну, Томасу Кокрейну, 10-му графу Дандональду (1775—1860). Он был известным флотоводцем и участвовал в Наполеоновских войнах. Прежде чем стать пэром, он заседал в Палате общин Великобритании от Хонитона (1806—1807) и Вестминстера (1807—1818). Позднее он был заключен в тюрьму по ложному обвинению в мошенничестве, он был уволен из армии и отчислен из парламента. После освобождения 10-й граф Дандональд уехал за границу, где командовал военно-морскими силами Чили, Перу, Бразилии и Греции. В 1824 году он получил от императора Педру I титул маркиза Мараньяна в качестве пэра Бразилии. В 1832 году Томас Кокрейн, 10-й граф Дандональд, был восстановлен на службе в британском флоте и получил королевское помилование. Его преемником стал его сын Томас Кокрейн, 11-й граф Дандональд (1814—1885).
11-й граф Дандональд заседал в Палате лордов Великобритании в качестве одного из избранных шотландских пэров-представителей с 1879 по 1885 год. После его смерти титулы перешли к его старшему сыну, Дугласу Кокрейну, 12-му графу (1852—1935). Он служил полковником во 2-м лейб-гвардии полку, имел чин генерал-лейтенанта британской армии, а также являлся одним из шотландских пэров-представителей в Палате лордов (1886—1922). В 1902—1904 годах — командующий канадской армией. В 1878 году он женился на Уинифред Бэмфорд-Хескет. Ему наследовал его сын Томас Хескет Кокрейн, 13-й граф Дандональд (1886—1958). Он являлся одним из избранных шотландских пэров-представителей в Палате лордов (1941—1955). Он не был женат, и его преемником стал его племянник, Иэн Дуглас Кокрейн, 14-й граф Дандональд (1918—1986). Он был сыном Дугласа Роберта Хескета Роджера Кокрейна, второго сына 12-го графа Дандональда. Он имел чин майора 3-го батальона шотландского королевского полка «Чёрная стража».
По состоянию на 2009 год, обладателем графского титула являлся его единственный сын, Иэн Александр Кокрейн, 15-й граф Дандональд (род. 1961), который наследовал своему отцу в 1986 году. Одновременно он считается 15-м вождем шотландского клана Кокрейн.

## Известные члены семьи Кокрейн
- Сэр Александр Кокрейн (1758—1832), шестой сын 8-го графа, адмирал британского королевского флота
- Сэр Томас Джон Кокрейн (1789—1872), британский флотоводец и адмирал, губернатор Ньюфаундленда (1825—1834), сын предыдущего
- Александр Бейли-Кокрейн (1816—1890), консервативный политик, с 1880 года — барон Ламингтон, сын предыдущего
- Уильям Фрэнсис Дандональд Кокрейн (1847—1927), бригадир, сын полковника Уильяма Маршала Кокрейна и внук генерала Уильяма Эрскина Ккорейна, третьего сына 9-го графа Дандональда
- Арчибальд Кокрейн (1783—1829), капитан королевского флота, четвертый сын 9-го графа
- Базил Эдвард Кокрейн (1841—1922), вице-адмирал королевского флота, внук предыдущего
- Арчибальд Кокрейн (1847—1952), контр-адмирал британского флота, сын предыдущего
- Сэр Эдвард Оуэн Кокрейн (1881—1972), контр-адмирал британского флота, брат предыдущего
- Джон Дундас Кокрейн (1793—1825), путешественник и исследователь, младший сын 9-го графа Дандональда
- Томас Кокрейн (1857—1951), английский политик, депутат Палаты общин от Северного Эйршира (1892—1910), заместитель министра внутренних дел (1902—1905), второй сын 11-го графа Дандональда. С 1919 года — 1-й барон Кокрейн из Калтса.

Графский титул происходит от села Дандональд в Саут-Эршире (Замок Дандональд).
Родовое гнездо — Замок Лохнелл, в окрестностях Обана в области Аргайл-энд-Бьют (Шотландия) и Бикон-Холл под Крэнбруком в графстве Кент (Англия).
Граф Дандональд — наследственный вождь клана Кокрейн.

## Графы Дандональд (1669)

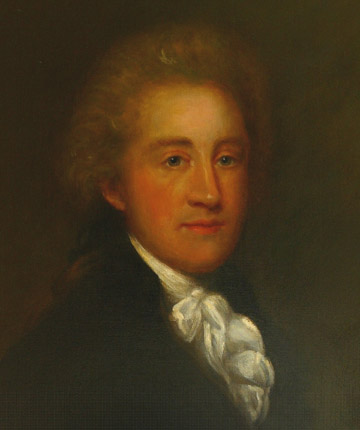
Арчибальд Кокрейн, 9-й граф Дандональд (1749—1831)

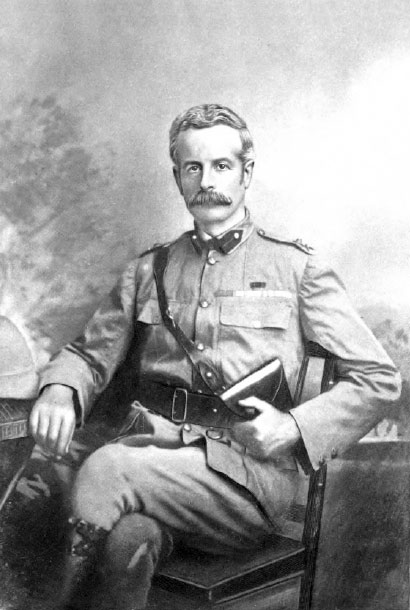
Генерал-лейтенант Дуглас Маккиннон Бейли Гамильтон Кокрейн, 12-й граф Дандональд (1852—1935)

- 1669—1685: Уильям Кокрейн, 1-й граф Дандональд (1605 — ноябрь 1685), старший сын Александра Кокрейна (ум. ок. 1642)
- 1685—1690: Джон Кокрейн, 2-й граф Дандональд (ок. 1660 — 16 мая 1690), старший сын Уильяма Кокрейна, лорда Кокрейна (ум. 1679) и внук предыдущего
- 1690—1705: Уильям Кокрейн, 3-й граф Дандональд (1686 — 22 ноября 1705), старший сын предыдущего
- 1705—1720: Джон Кокрейн, 4-й граф Дандональд (4 июля 1687 — 5 июня 1720), младший сын 2-го графа Дандональда
- 1720—1725: Уильям Кокрейн, 5-й граф Дандональд (1708 — 27 января 1725), сын предыдущего
- 1725—1737: Томас Кокрейн, 6-й граф Дандональд (1702 — 29 мая 1737), сын Уильяма Кокрейна (ум. 1717) и внук Уильяма Кокрейна, лорда Кокрейна (ум. 1679), правнук 1-го графа Дандональда
- 1737—1758: Уильям Кокрейн, 7-й граф Дандональд (1729 — 9 июля 1758), сын предыдущего
- 1758—1778: Томас Кокрейн, 8-й граф Дандональд (1691 — 27 июня 1778), седьмой сын Уильяма Кокрейна из Очилтри, внук сэра Джона Кокрейна и правнук 1-го графа Дандональда
- 1778—1831: Арчибальд Кокрейн, 9-й граф Дандональд (1 января 1749 — 1 июля 1831), старший сын предыдущего
- 1831—1860: Томас Кокрейн, 10-й граф Дандональд, 1-й маркиз Мараньян (14 декабря 1775 — 31 октября 1860), старший сын предыдущего
- 1860—1885: Томас Барнс Кокрейн, 11-й граф Дандональд (18 апреля 1814 — 15 января 1885), старший сын предыдущего
- 1885—1935: Генерал-лейтенант Дуглас Маккиннон Бейли Гамильтон Кокрейн, 12-й граф Дандональд (29 октября 1852 — 12 апреля 1935), второй сын предыдущего
- 1935—1958: Томас Хескет Дуглас Блэр Кокрейн, 13-й граф Дандональд (21 февраля 1886 — 23 мая 1958), старший сын предыдущего
- 1958—1986: Иэн Дуглас Леонард Кокрейн, 14-й граф Дандональд (6 декабря 1918 — 4 октября 1986), старший сын достопочтенного Дугласа Роберта Хескета Роджера Кокрейна (1893—1942), племянник предыдущего
- 1986 — настоящее время: Иэн Александр Дуглас Блэр Кокрейн, 15-й граф Дандональд (род. 17 февраля 1961), единственный сын предыдущего
  - Наследник: Арчибальд Томас Иэн Блэр Кокрейн, лорд Кокрейн (род. 14 марта 1991), старший сын предыдущего.